# زرنجان
زرنجان (بالفارسية: زرنجان) هي قرية تقع في قسم نيوان الريفي في إيران. يقدر عدد سكانها بـ 970 نسمة بحسب إحصاء 2016.